# Cheïbane Traoré
Cheïbane Traoré (Bamako, 14 dicembre 1990) è un calciatore maliano, attaccante del Djoliba.